# 에벤크 신화

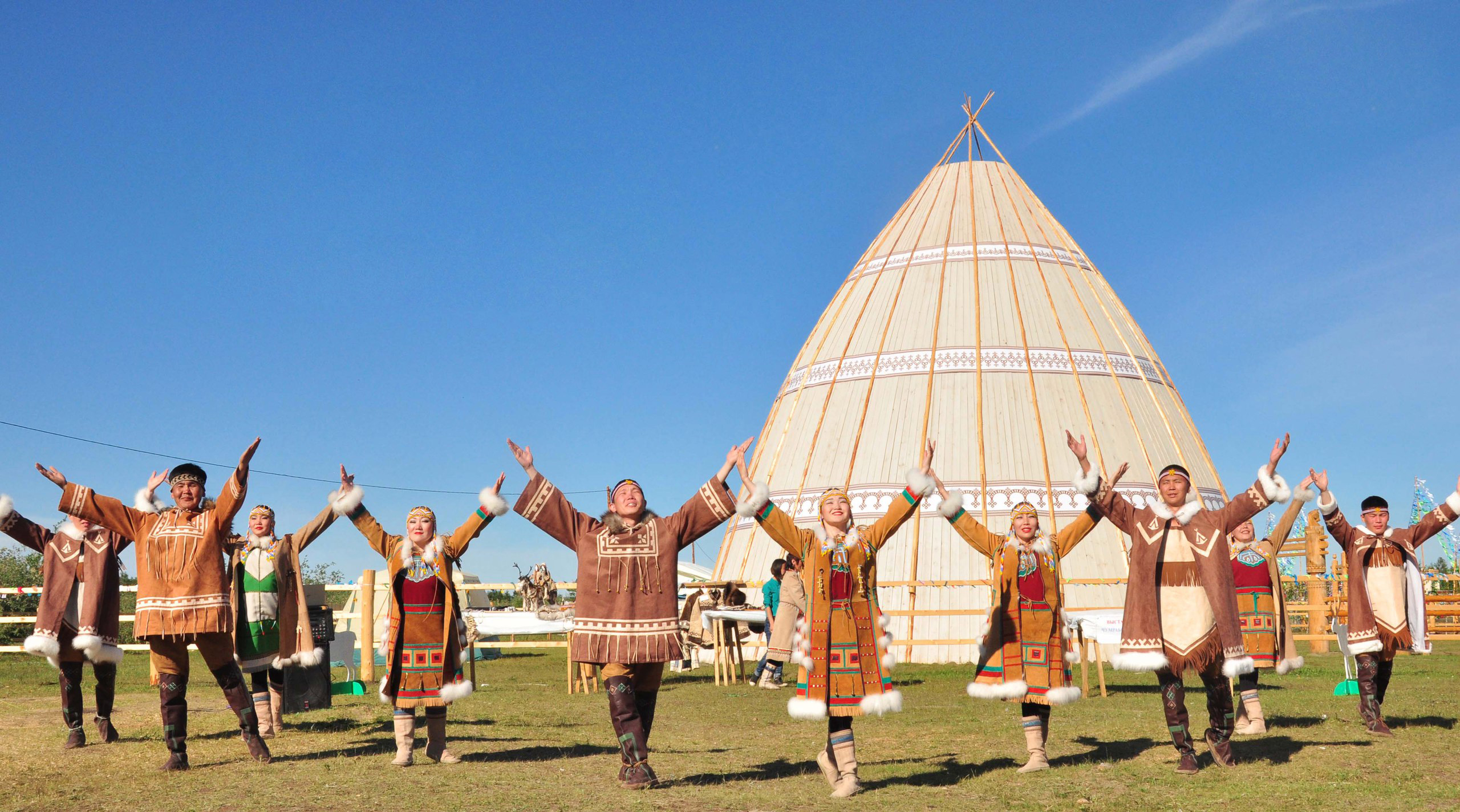
에벤크인

에벤크인 신화를 설명한다.

## 유형

### 창조신화
옛날에 에벤크인들이 춤추고 노래하며 지냈는데 거대한 새 케렌도(러시아어: кэрэндо)가 날아와서 한 할머니를 빼고 모두 삼켜버렸다. 유일한 생존자인 할머니는 어느 날 숲에서 멧닭의 알을 발견했고 알을 부화시키려고 했지만 알은 부화하지 않았으며 다음 해 봄에 거위의 알을 발견했고 알을 부화시키려고 했고 알에서 거위의 새끼가 나왔고 사흘째 되는 날에 알에서 우냐니(러시아어: унянь)라는 사람이 나왔다. 우냐니는 자라서 쇠 날개를 만들어서 바이칼호에서 케렌도와 날기 경쟁을 했다. 우냐니는 날개로 케렌도의 배를 갈라서 살아 있는 에벤크인과 죽은 에벤크인을 케렌도의 뱃속에서 꺼냈다. 우냐니는 케렌도의 형제와 아들과 날기 경쟁을 계속했고 에벤크인을 계속 꺼냈다.
다른 신화에서 땅이 없는 세계에 물새가 물속으로 잠수해서 흙을 부리로 캐서 물 위에 놓아서 땅을 만들었다.
다른 신화에서 물과 하늘만 있는 세계에 뱀과 개구리가 물에 살고 있었다. 늙은 뱀이 쉬고 싶어서 개구리에게 땅을 만들어달라고 했고 개구리는 물속으로 잠수해서 흙을 캐서 땅을 만들려고 했는데 흙이 가라앉자 몸을 뒤집어서 지금까지 흙을 지탱하고 있다.
이상의 신화들은 토테미즘에 토대를 두었는데 에벤크인에게는 토테미즘이 붕괴하고 샤머니즘에 토대를 둔 신화도 있다. 물이 많고 땅이 적은 세계에 사람들이 동물을 방목할 땅이 없어서 슬퍼하자 매머드 헬리(러시아어: хэли)가 상아로 흙을 끌어올려서 땅을 만들었다. 다른 신화에서 물만 있는 세계에 착한 동생 아킨(러시아어: акин)과 악한 형 네쿤(러시아어: нэкун)이 살았는데 아킨이 물오리와 물새가 잠수해서 흙을 물 위에 토하게 해서 땅을 만들었다.

## 관념

### 우주관
에벤크인은 세계가 우구 부가(우구 둔네)라는 천상세계, 둘린 부가라는 중간세계, 헤르구 부가(헤르그 둔네)라는 지하세계로 나뉜다고 믿는다. 태양이 뜨는 곳에 있는 우구 부가는 샤먼의 영혼이 사는 샤먼의 강, 태양, 달, 별이 있는 첫 번째 층, 죽은 영혼이 사는 두 번째 층, 부가 신이 사는 세 번째 층으로 나뉜다. 둘린 부가는 인간이 사는 곳이고 인간이 우구 부가와 헤르구 부가의 존재와 접촉하면 병에 걸릴 수도 있다. 태양이 지는 곳에 있는 헤르구 부가는 죽은 영혼이 씨족 단위로 사는 첫 번째 층인 부니(러시아어: буни), 샤먼만 통과할 수 있는 강 투네토가 있는 두 번째 층, 악한 영혼인 하르기가 지배하는 세 번째 층으로 나뉜다. 샤먼이 우구 부가로 향할 때는 사슴이 안내를 담당하고 헤르구 부가로 향할 때는 말이 안내를 담당한다.